# ゼウクシデモス (スパルタ王)
ゼウクシデモス（希：Ζενξιδημος、英：Zeuxidemus、在位：紀元前645年 - 紀元前625年）はエウリュポン朝のスパルタ王である。
ゼウクシデモスは先王テオポンポスの孫であり、次代の王アナクシダモスの父である。ゼウクシデモスの父はアルキダモスだが、彼はテオポンポスの存命中に死んだため、ゼウクシデモスに王位が回ってきた。ゼウクシデモスの治世について史料の沈黙のために詳細は分かっていない。